# Zwischen den Seilen
Zwischen den Seilen ist ein US-amerikanisches Filmdrama aus dem Jahr 1929 von William Wyler mit James Murray und Barbara Kent in den Hauptrollen. Der Pre-Code-Film, teilweise mit Dialogen ausgestattet, wurde von Universal Pictures produziert.

## Handlung
Dave Roberts kommt in Boonton an und findet Arbeit auf den Ölfeldern. Kurze Zeit später verliebt er sich in die Kellnerin Marjorie. Eines Nachts im Park gerät Dave in eine Schlägerei mit einem Rausschmeißer einer Tanzhalle, den er vernichtend besiegt. Dave wird zum Lokalhelden und zum Publikumsliebling in einem Kampf mit Battling Roff, einem professionellen Boxer, der es mit jedem aufnimmt. 
Dave adoptiert Clem, einen Waisenjungen, und findet sich zum ersten Mal in seinem Leben an einem Ort wieder, den er sein Zuhause nennen möchte. Ein Handelsreisender kommt in die Stadt und informiert die Bevölkerung, dass Dave ein Schwindler ist, der sich in einer Stadt nach der anderen zuerst einen Ruf als Boxer aufbaut, die Kämpfe dann manipuliert und mit den Wettgewinnen abtaucht. Die Einwohner wenden sich gegen Dave, aber er informiert Roffs Manager, dass er genug davon hat, der ewige Sündenbock zu sein. Dave gewinnt den Kampf allein durch seinen Mut und bereitet sich, in den Augen seiner neuen Freunde rehabilitiert, darauf vor, sich mit Clem und Marjorie niederzulassen.

## Hintergrund
Gedreht wurde der Film ab dem 16. Juli 1928 in den Universal-Studios in Universal City.
Das Budget lag bei 50.000 Dollar (2024: ca. 913.000 Dollar).

## Veröffentlichung
Die Premiere des Films fand am 10. März 1929 statt. 1930 kam er in Österreich in die Kinos, 1931 im Deutschen Reich.

## Kritiken
Mordaunt Hall von der The New York Times beschrieb die Geschichte als eine Mischung aus Romantik, rührseligen Gefühlen und kämpferischen Auseinandersetzungen. Die Schauspieler seien recht gut, aber sie hätten noch bessere Ergebnisse erzielen können, wenn der Regisseur William Wyler nicht so darauf erpicht gewesen wäre, Sympathie zu gewinnen.